# Chasséveld
Chasséveld is een plein bij de Claudius Prinsenlaan in Breda Centrum in Breda.
Het Chasséveld is een grote betaalde parkeerplaats met daaromheen diverse gebouwen zoals een vestiging van ABN AMRO, het gebouw Carré Chassé waarin onder meer de hoofdvestiging van de politie en een fitnesscentrum is gevestigd. Daarnaast staat het nieuwe Turfschip, met onder meer bioscoop Pathé. Vervolgens is er een kantoorgebouw. Daarnaast is de Bowling van Breda, waarachter de Koepelgevangenis ligt.
De parkeerplaats wordt ontruimd als er kermis (geheel ontruimd) of een circus (deels ontruimd) in Breda is. Tevens vinden er zo nu en dan evenementen plaats, zoals Dancetour en Breda Live, dat in 2010 ook plaats bood om de WK-finale te bekijken.
In de omgeving is het gemeentehuis/stadskantoor.
Sinds Koningsdag 2014 vervangt het Chasséveld het Amsterdamse Museumplein als locatie van het Koningsdagfeest van Radio 538, aangezien er op het Museumplein in Amsterdam om veiligheidsredenen geen grote feesten meer georganiseerd mogen worden.